# 馬切洛·馬斯楚安尼
马切洛·马斯楚安尼（義大利語：Marcello Mastroianni，1924年9月28日—1996年12月19日），義大利國寶級演員、威尼斯影展藝術電影展影帝，1949年起在電影演出，曾經以《義大利式離婚》、《特別的一天》三次入圍奧斯卡金像獎最佳男主角卻未得獎；前妻是法國著名女影星凱撒琳·丹尼芙，兩人女兒現仍是歐洲影星；马斯楚安尼以他溫文儒雅微笑形象及演技，讓一世代影迷印象深刻，與義大利大導演費里尼搭擋演出尤為人所稱道；1996年癌症逝世。

## 生平

### 早年
- 羅馬大學建築學系夜間部畢業；在學時期即參與劇團舞台劇演出。
- 「拉丁情人」封號：與妻子弗羅拉·卡拉貝拉（Flora Carabella）維持45年婚姻關係，同在1996年故世（妻早數月先逝）；與法國影星凱撒琳·丹尼芙未婚生一女，當馬斯楚安尼病逝家宅時，凱撒琳·丹尼芙與女兒隨侍在側。
- 一生演出電影120部，與蘇菲亞·羅蘭演出10部最多；蘇菲亞‧羅蘭回憶時笑稱，差點被馬斯楚安尼的魅力征服，當成他女友。